# Lotte Ulbricht
Lotte Ulbricht, née Charlotte Kühn le 19 avril 1903 à Rixdorf et décédée le 27 mars 2002 à Berlin, est une personnalité féminine allemande, Première dame de la RDA de 1960 à 1973, son époux Walter Ulbricht étant le chef d'État de la RDA.

## Biographie
Lotte Ulbricht est la fille d'un ouvrier non qualifié et d'une travailleuse à domicile. Après ses études primaires et secondaires, elle travaille comme employée de bureau et sténodactylographe.
En 1919, elle rejoint le mouvement des Jeunes socialistes libres et, en 1921, le Parti communiste d'Allemagne (KPD). Elle exerce sa profession pour le Comité central du Parti, et entre 1922 et 1923 pour l'Internationale des jeunes communistes (KJI) à Moscou. Elle devient membre du comité central de la Ligue des jeunes communistes d'Allemagne. Entre 1926 et 1927, elle est archiviste à la KJI puis jusqu'en 1931 secrétaire et sténodactylographe dans une succursale de l'URSS à Berlin.
En 1931, elle émigre avec son premier mari, Erich Wendt, à Moscou. Elle devient instructrice au sein de l'Internationale communiste et étudie à distance à l'Académie du marxisme-léninisme. De 1933 à 1935, elle prend des cours du soir à l'Université communiste des minorités nationales de l'Ouest. Après l'arrestation de son mari en 1936 lors des purges staliniennes, elle divorce et fait elle-même l'objet d'une enquête. Elle reçoit un blâme du parti en 1938. De 1939 à 1941, elle travaille comme typographe dans une imprimerie de littérature étrangère, puis, jusqu'en 1943, de nouveau pour l'Internationale communiste.
Son frère aîné, Bruno, qui travaillait comme opérateur radio pour le NKVD soviétique, est arrêté par la Gestapo à Amsterdam en 1943 et exécuté à Bruxelles en 1944.
De retour en Allemagne, elle est membre du comité central du Parti communiste jusqu'en 1947 et travaille comme assistante personnelle de Walter Ulbricht, qu'elle avait connu à Moscou. Après son mariage en 1953 avec ce dernier, elle abandonne son emploi et commence à étudier à l'Institut des sciences sociales, décrochant un diplôme en 1959. Entre 1959 et 1973, elle est employée par l'Institut de marxisme-léninisme, où, entre autres choses, elle est responsable de l'édition des discours et des publications de Walter Ulbricht. En outre, elle est membre de la Commission féminine du Secrétariat du Comité central et du Bureau politique du Comité central du SED. Elle prend sa retraite en juillet 1973, quelques semaines avant la mort de son mari. Son mari et elle avaient adopté une jeune fille russe (qui vécut de 1944 à 1991).
Dans une des rares interviews qu'elle donne après la réunification allemande, en 1990, elle se plaint que « Honecker ait gaspillé l'héritage de son mari ». Elle meurt, le 27 mars 2002, d'une chute dans l'appartement où elle vivait au 12, Majakowskiring, dans le quartier de Pankow, à Berlin.

## Décorations
- 1959, 1963 et 1978 : Ordre du Mérite patriotique
- 1969 et 1983 : Ordre de Karl Marx
- 1988 : Étoile de l'amitié des peuples

## Sources
- (en) Cet article est partiellement ou en totalité issu de l’article de Wikipédia en anglais intitulé « Lotte Ulbricht » (voir la liste des auteurs).